# Бодров, Андрей Михайлович
Андре́й Миха́йлович Бодро́в (1896 — 1938) — советский дипломат, хозяйственный деятель.

## Биография
Член РСДРП(б) с 1914 года.
До 1 августа 1922 года — полномочный представитель РСФСР в Бухаре.
С 1930 года — начальник «Господшипникстроя» (Москва).
26 января—10 февраля 1934 года делегат XVII съезда ВКП(б).
В 1934 году — директор 1-го подшипникового завода имени Л. М. Кагановича (Москва).
До июня 1938 года — директор завода № 192.
20 июня 1938 года арестован по обвинению «в участии в контрреволюционной террористической организации». Осуждён Военной коллегией Верховного суда СССР 19 августа 1938 года и в тот же день расстрелян. Реабилитирован определением ВКВС СССР 15 декабря 1956 года. 
Похоронен на полигоне Коммунарка в Московской области.